# Pseudhammus rousseti
Pseudhammus rousseti är en skalbaggsart som beskrevs av Teocchi, Jiroux, Sudre, Jiroux och Henri L. Sudre 2004. Pseudhammus rousseti ingår i släktet Pseudhammus och familjen långhorningar.
Artens utbredningsområde är Gabon. Inga underarter finns listade i Catalogue of Life.